# 惠灵 (西弗吉尼亚州)
惠灵（英語：Wheeling）是位于美国西弗吉尼亚州俄亥俄县的一座城市，也是该县的县治所在。
惠灵最初是英国殖民地弗吉尼亚的一个定居点，后来成为弗吉尼亚联邦的第二大城市。美国内战期间，惠灵是惠灵会议的主办地，促成了西弗吉尼亚州的成立，也是这个新州的第一个首府。由于其位于俄亥俄河、国道和B&O铁路等主要交通路线沿线，惠灵在19世纪末成为制造业中心。第二次世界大战后工厂关闭和人口大量流失惠灵现在的主要产业包括医疗保健、教育、法律和法律服务、娱乐和旅游以及能源。
从1863年6月20日接纳新的西弗吉尼亚州加入联邦，到同年8月弗吉尼亚恢复政府（Restored Government of Virginia，弗吉尼亚恢复（或重组）政府是美国内战（1861-1865 ）期间弗吉尼亚的统一政府，反对批准弗吉尼亚脱离美国并加入新的美利坚联盟国的政府。双方州政府都认为对方是非法的。恢复政府试图在邦联军队的帮助下实际控制弗吉尼亚联邦的西北部但只取得了部分成功。）迁往亚历山大前，惠灵一直是西弗吉尼亚州的首府。惠靈耶穌會大學位於此地。

## 历史
惠灵最初由法国人勘探，至今仍保留着一块铅板遗迹，探险家塞洛龙·德·布兰维尔 (Céloron de Blainville)于1749年将其埋在惠灵溪河口，以标记他的主权。后来，克里斯托弗·吉斯特 (Christopher Gist)和乔治·华盛顿 (George Washington)分别于1751年和1770年勘察了这片土地。
1769 年秋天，埃比尼泽·赞恩 (Ebenezer Zane)探索了惠灵地区，并通过“战斧权利”确立了对这片土地的所有权，即在显眼的地点环绕几棵树，并在树皮上标上提出索赔者的姓名首字母或姓名。第二年春天，他带着妻子伊丽莎白以及弟弟乔纳森和西拉斯返回。他们在惠灵地区建立了第一个欧洲永久定居点，并将其命名为赞内斯堡。
1787年，美国将阿巴拉契亚山脉以西的这部分土地交给弗吉尼亚州，并将其西部边缘的一些土地交给宾夕法尼亚州，以解决他们的索赔问题。根据当年的西北法令，建立了西北领地，涵盖俄亥俄河以北和密西西比河以西的其他土地。定居者开始迁入俄亥俄河沿岸的新地区。
1793年，埃比尼泽·赞恩将城镇划分为多个地块，1795年，惠灵通过立法正式成立城镇。该镇于1805年1月16日成立。1836年3月11日，惠灵镇并入惠灵市。
1797年12月27日，弗吉尼亚州议会通过法案，将惠灵指定为俄亥俄县县城。
1774年，这座堡垒最初被称为菲卡斯尔堡，后来更名为亨利堡，以纪念弗吉尼亚州的美国总督帕特里克·亨利。1777年，肖尼族、怀恩多特族和明戈族的美洲原住民联合起来攻击俄亥俄河上游的拓荒者定居点，根据1763年皇家公告，这些定居点是非法的。他们希望与英国结盟将殖民定居者赶出他们的领土。
国道于1818年修到惠灵，将俄亥俄河与波托马克河连接起来，让俄亥俄河谷的货物可以流经惠灵并继续向东流动。作为国道的终点，惠灵成为早期向西扩张的门户。1849年，惠灵吊桥横跨俄亥俄河，使城市得以扩展到惠灵岛。建造这座桥的经验教训被用于布鲁克林大桥的建设。1853年，铁路运输到达惠灵，当时巴尔的摩与俄亥俄铁路将惠灵与宾夕法尼亚州、马里兰州和东北部的市场连接起来。一座新桥连接该市与俄亥俄州贝莱尔，隔河相望，直达美国西部地区。同年，惠灵附近发生一起火车脱轨事故，造成数人死伤。
尽管惠灵在1865年失去了州首府的地位，但它仍在继续发展。十九世纪末，惠灵是新州的主要工业中心。惠灵与美国劳工运动有着密切的联系。尤其是1892年的宅基地罢工，它成为美国第一个拒绝安德鲁·卡内基提议的免费图书馆礼物的城市。随着工业的发展，惠灵在1930年达到了人口顶峰。随着城市的发展，富裕的惠灵居民建造了精美的房屋，尤其是在惠灵岛，但贫民窟也随之扩大。
大萧条以及二战后重工业的变革和重组导致工人阶级工作岗位和人口的流失。惠灵利用其丰富的建筑遗产，致力于通过市中心惠灵街景项目复兴其主街。此外，该市一直在重新开发历史悠久的市场街1400号，该街距主街以东仅一个街区。

## 地理
惠灵位于40°4′13″N 80°41′55″W (40.070348, -80.698604)。该市总面积为16.01平方英里（41.47平方公里），其中13.79平方英里（35.72平方公里）为陆地，2.22平方英里（5.75平方公里）为水域。
惠灵位于西弗吉尼亚州北部，被称为北狭长地带。该地区位于西阿勒格尼高原的生态区内。该市与俄亥俄州隔河相望，距宾夕法尼亚州以西仅18公里（11英里）。它是俄亥俄州、宾夕法尼亚州和西弗吉尼亚州三州地区的一部分，通常被称为俄亥俄河谷地区或“俄亥俄河谷”。
惠灵溪流经城市，在惠灵市中心 与俄亥俄河汇合。该城市位于俄亥俄河西弗吉尼亚一侧，以及河中央的一个名为惠灵岛的岛屿上。

### 气候
惠灵位于湿润亚热带气候区和湿润大陆性气候区之间的边界（分别为Köppen： Cfa/Dfa）。年降水量约为41.88英寸（1,064毫米）英寸，全年分布均匀。

## 人口
| 调查年                | 人口   | 备注 | %±     |
| --------------------- | ------ | ---- | ------ |
| 1840                  | 7,885  |      | —      |
| 1850                  | 11,435 |      | 45.0%  |
| 1860                  | 14,083 |      | 23.2%  |
| 1870                  | 19,280 |      | 36.9%  |
| 1880                  | 30,737 |      | 59.4%  |
| 1890                  | 34,522 |      | 12.3%  |
| 1900                  | 38,878 |      | 12.6%  |
| 1910                  | 41,641 |      | 7.1%   |
| 1920                  | 56,208 |      | 35.0%  |
| 1930                  | 61,659 |      | 9.7%   |
| 1940                  | 61,099 |      | −0.9%  |
| 1950                  | 58,891 |      | −3.6%  |
| 1960                  | 53,400 |      | −9.3%  |
| 1970                  | 48,188 |      | −9.8%  |
| 1980                  | 43,070 |      | −10.6% |
| 1990                  | 34,882 |      | −19.0% |
| 2000                  | 31,419 |      | −9.9%  |
| 2010                  | 28,486 |      | −9.3%  |
| 2020                  | 27,062 |      | −5.0%  |
| U.S. Decennial Census |        |      |        |

### 2020年人口普查
截至2020年美国人口普查，该市有27,052人和11,737户居民。惠灵有14,407套住房。该市的种族构成为86.5%为白人，5.5%为非裔美国人，1.1%为亚裔，0.2%为美洲原住民，0.7%为其他种族，6%为两个或以上种族。任何种族的西班牙裔或拉丁裔占人口的1.7%。
在11,737户家庭中，34.5%为已婚夫妇同居，37.4%的户主为女性，无配偶，23%的户主为男性，无配偶。平均户数及家庭规模为3.16人。该市的平均年龄为43.6岁，其中20.2%的城市人口在18岁以下。该市家庭的平均收入为43,483美元，贫困率为16.5%。

### 2010年人口普查
截至2010年美国人口普查，该市共有人口28,486人、12,816户、6,949个家庭。人口密度为每平方英里 2,065.7人（797.6人/平方公里）。共有住房单元14,661套，平均密度为每平方英里1,063.2套（410.5套/平方公里）。该市的种族构成为91.2%为白人，5.1% 为非裔美国人，0.2%为美洲原住民，0.9%为亚洲人，0.2% 为其他种族，2.4%为两个或以上种族。任何种族的西班牙裔或拉丁裔人均占人口的0.9%。
共有12,816户，其中有18岁以下儿童的家庭占22.6%，夫妻同居的占37.6%，女性户主无丈夫的家庭占12.7%，男性户主无妻子的家庭占4.0%， 45.8%为非家庭成员。40.4%的家庭由个人组成，17.5%的家庭有65岁或以上的独居者。平均户口人数为2.11人，平均家庭人数为2.84人。
该市的平均年龄为45.2岁。18.5%的居民年龄在18岁以下；9.4%年龄在18岁至24岁之间；21.8%为25岁至44岁；29.8%为45岁至64岁；20.6%的人年龄在65岁或以上。该市的性别构成为男性46.9%，女性53.1%。

## 政府
根据西弗吉尼亚州法律，城市可以采用一种称为“经理-市长计划”的政府形式，惠林根据该计划运作。当选市长主持惠灵市议会的会议，该市议会有六名从地理选区选出的成员。市议会成员任期四年。市议会还确认了各个委员会成员的行政提名，这些委员会的监管权力有限，包括规划委员会、分区上诉委员会和交通委员会。城市经理担任城市的首席执行官和行政官。